# Галеші
Галеші (Galesh в пер. «Пастух великої худоби») — субетнос талишів. Живуть в гірських районах Мазендеран та південно-східних гірських районах провінції Ґілян в Ірані.. Чисельність — 40 000 осіб. Ведуть напівкочовий спосіб життя.

## Мова
Галеші Мазандарану розмовляють діалектом мазандаранської мови. Галаші з Гіляна розмовляють гілянською мовою.

## Традиції
- Традиційні заняття
  - Скотарство (велика та дрібна рогата худоба).
  - Землеробство
  - Бджільництво
  - Збір дикорослих плодів

Влітку галеші займаються землеробством, бджільництвом на високогір'ї. На зиму переміщуються в низини, для випасу худоби на полях осілого населення.
- Традиційні ремесла
  - Виготовляють грубі вовняні тканини, в'яжуть. Ремісничу продукцію потім обмінюють на продукти землеробства осілого населення.
- Традиційне житло
  - У теплу пору року живуть в кам'яних будинках, взимку створюють тимчасові житла.

## Релігія
Більшість галешів — мусульмани-шиїти, але поширені й традиційні вірування.